# William Lloyd Warner
William Lloyd Warner (* 26. Oktober 1898 in Redlands, Kalifornien; † 23. Mai 1970 in Chicago, Illinois) war ein US-amerikanischer Anthropologe und Sozialpsychologe. Er war ein Pionier darin, die Techniken seines Faches auch auf die zeitgenössische amerikanische Kultur angewandt zu haben.
Er studierte in Kalifornien an der University of California, Berkeley und wurde 1935 zum Professor für Anthropologie, Soziologie und Menschliche Entwicklung (Human Development) an der University of Chicago berufen. Von 1959 bis zu seinem Tod war er Professor für Sozialforschung an der Universität Michigan. 1965 wurde er in die American Academy of Arts and Sciences gewählt.
Berühmt sind seine Studien über die soziale Organisation australischer Aborigines und seine Pionierarbeit im Feld der Urbanen Anthropologie, zu seinen Hauptwerken zählen A Black Civilization: A Social Study of an Australian Tribe (1937) und Social Class in America (1960).
Der amerikanische Ort Newburyport (Massachusetts) war Gegenstand seiner ehrgeizigsten Studien, des "Yankee City"-Projektes, aus der fünf Arbeiten hervorgingen: The Social Life of a Modern Community (1941), The Status System of a Modern Community (1942), The Social Systems of American Ethnic Groups (1945), The Social System of a Modern Factory (1947) und The Living and the Dead: A Study in the Symbolic Life of Americans (1959).

## Werke
- 1967. The Emergent American Society.
- 1963. The American Federal Executive: A Study of the Social and Personal Characteristics of the Civil Service.
- 1963. Big Business Leaders in America.
- 1962. The Corporation in the Emergent American Society.
- 1961. The Family of God: A Symbolic Study of Christian Life in America.
- 1960. Social class in America: A Manual of Procedure for the Measurement of Social Status.
- 1959. The Living and the Dead: A Study of the Symbolic Life of Americans.
- (ed.). 1959. Industrial Man: Businessmen and Business Organizations.
- 1955. Big Business Leaders in America. (Dt. unter dem Titel: Karriere in der Wirtschaft: Eine Untersuchung über die Erfolgreichen. Düsseldorf : Econ-Verlag 1957)
- 1955. Occupational Mobility in American Business and Industry, 1928–1952.
- 1953. American Life: Dream and Reality.
- 1952. Structure of American Life.
- 1949. Democracy in Jonesville; A Study of Quality and Inequality.
- 1949. Social Class in America: A Manual of Procedure for the Measurement of Social Status.
- 1948. The Radio Day Time Serial: A Symbolic Analysis.
- 1947. The Social System of the Modern Factory. The Strike: A Social Analysis.
- 1946. Who Shall Be Educated? The Challenge of Unequal Opportunities.
- 1945. The Social Systems of American Ethnic Groups.
- 1944. Who Shall Be Educated? The Challenge of Unequal Opportunities.
- 1942. The Status System of a Modern Community.
- 1941. Color and Human Nature: Negro Personality Development in a Northern City.
- 1937. A Black Civilization: A Social Study of an Australian Tribe.